# Ivan Opačak
Ivan Opačak (Zenica, 23 de abril de 1980) es un jugador de baloncesto bosnio que milita en el HKK Široki de la Liga de baloncesto de Bosnia y Herzegovina.

## Trayectoria
- KK Čelik (1997-2002)  Bosnia y Herzegovina
- HKK Široki (2002-2003)  Bosnia y Herzegovina
- Virtus Ragusa (2003–2004)  Italia
- KK Vojvodina (2004–2005)  Serbia
- HKK Široki (2005-2007)  Bosnia y Herzegovina
- CB Murcia (2007-2009)  España
- KK Cedevita (2009-2012)  Croacia
- Turów Zgorzelec (2012-2013)  Polonia
- HKK Široki (2013-2014)  Bosnia y Herzegovina

## Selección
Ha sido internacional junior y absoluto con Bosnia, selección con la que disputó el preeuropeo 2009, promediando una media de 8 puntos y 3 rebotes por partido.